# 端気町
端気町（はけまち）は、群馬県前橋市の地名。郵便番号は371-0133。2013年現在の面積は0.63km2。

## 地理
赤城山の南麓末端に位置し、南を古利根川の左岸をなす段丘崖に囲まれている。南縁を桃ノ木川が流れている。

### 河川
- 桃ノ木川

## 歴史
江戸時代頃からある地名であり、前橋藩領だった。

### 年表
- 1889年4月1日 町村制施行により、端気村は勝沢村、小坂子村、五代村、鳥取村、小神明村、嶺村と合併し南勢多郡芳賀村が成立する。
- 1896年4月1日 郡統合（東群馬郡と南勢多郡の統合）により勢多郡に所属する。
- 1954年4月1日 周辺1町5村（元総社村、上川淵村、下川淵村、桂萱村、群馬郡東村、総社町）とともに芳賀村は前橋市へ編入する。そのため前橋市端気町となる。

### 地名の由来
地方により崖のことを「バケ」「ハケ」「カケ」などといい、昔当地は利根川に臨んだ崖の上に立地したためこの名がついたと伝えられている。

## 世帯数と人口
2017年（平成29年）8月31日現在の世帯数と人口は以下の通りである。
| 町丁   | 世帯数  | 人口  |
| ------ | ------- | ----- |
| 端気町 | 243世帯 | 583人 |

## 小・中学校の学区
市立小・中学校に通う場合、学区は以下の通りとなる。
| 番地 | 小学校             | 中学校             |
| ---- | ------------------ | ------------------ |
| 全域 | 前橋市立芳賀小学校 | 前橋市立芳賀中学校 |

## 交通

### 鉄道
鉄道駅はない。

### 道路
国道は通っておらず、県道は群馬県道76号前橋西久保線が通っている。

## 施設
- 善勝寺
- 芳賀南幼稚園
- 日枝神社